# Almarza de Cameros
Almarza de Cameros è un comune spagnolo di 35 abitanti situato nella comunità autonoma di La Rioja.